# Uomini e topi (film 1939)
Uomini e topi (Of Mice and Men) è un film del 1939 diretto da Lewis Milestone, tratto dall'omonimo romanzo di John Steinbeck (1937).

## Trama
Nel paesaggio rurale americano, due braccianti agricoli stagionali fuggono, inseguiti da una quantità di uomini armati, e fanno perdere le proprie tracce, salendo infine su un treno. Uno è George Milton, l’altro il suo amico Lenny Small, un omone grande e grosso, mentalmente un poco disabile ma di buona disposizione, e dotato di una forza smisurata, che non sempre riesce a controllare.
Prima di presentarsi ad un nuovo lavoro presso un ranch, passano la notte all’addiaccio in riva ad un fiume. Qui Lenny tenta di nascondere a George l’uccellino morto che tiene in mano. Quando lo scopre, George si adira, nonostante Lenny gli dica che stava solo accarezzandolo, e gli ricorda degli altri animaletti che ha trovato, morti, in precedenza, nelle sue mani. Pare che il motivo per cui i due amici sono dovuti fuggire al recente inseguimento, sia il fatto che Lenny, attratto da tutto ciò che è soffice al tatto, abbia accarezzato, senza nessuna cattiva intenzione, il morbido vestito di una ragazza. George raccomanda a Lenny di farsi trovare in quello stesso luogo vicino al fiume, se qualcosa di brutto fosse accaduto in futuro, in attesa che lui fosse venuto a riprenderlo.
Lenny ama che ci si rivolga a lui come fosse un bambino che necessita di essere guidato e rabbonito, e chiede, come d’abitudine, a George, di parlargli della vita futura che i due immaginavano sovente di avere, con un ranch di proprietà, terra, animali, e un piccolo allevamento di conigli al quale Lenny stesso avrebbe dovuto badare.
Il giorno dopo si presentano al ranch dei Jackson, dove ottengono di lavorare, e George raccomanda a Lenny di non parlare con nessuno, in modo da non incorrere in ulteriori guai. Lì incontrano i lavoranti locali e Mae, la novella sposa del gelosissimo Curley Jackson, figlio del proprietario, che peraltro lei ha sposato solo per sfuggire alla madre, e ad una infanzia e giovinezza marcata da incomprensioni ed abusi. Mae è infelice nel nuovo nucleo famigliare, che non le dona affetto, e, da parte sua, non fa nulla per stornare la gelosia del marito. Lenny si fa donare un cucciolo di cane, dal quale appare essere fortemente attratto, da uno dei lavoranti del ranch. Anche Mae riceve un cucciolo della stessa figliata. I cuccioli stanno nel granaio, poiché hanno ancora bisogno della madre.
Un altro lavorante, l’ormai anziano Candy, rimasto monco in seguito ad un incidente sul lavoro, ha un vecchissimo e malato cane pastore, al quale è molto affezionato. Una sera si fa convincere, a malincuore, dagli altri lavoranti a sopprimerlo, per alleviarne le sofferenze. Poiché Candy è indeciso, un lavorante si offre di sparare al cane al posto suo. Udito il colpo di pistola col quale il suo cane è soppresso, Candy è affranto. Più avanti, Candy sente George parlare con Lenny a proposito del loro futuro ranch, rimane affascinato dalle prospettive, e chiede loro di potersi unire al progetto. I due amici, dapprima diffidenti, venuti a sapere che Candy ha risparmiato una bella somma per l’acquisto della terra, lo ammettono nell’impresa futura. Candy dice anche, en passant, che avrebbe preferito sopprimere egli stesso il proprio cane, se gli fosse stato dato il tempo necessario per riflettere e convincersi.
Più avanti Curley viene a sapere che la moglie Mae è in compagnia di Lenny, per quanto casualmente, in un dei caseggiati del ranch. Geloso, accorre sul posto, e comincia a tempestare di pugni il volto di Lenny, che, seguendo le istruzioni che gli aveva dato George, non reagisce, e, data la sua stazza, non pare particolarmente risentirne, fino al momento in cui egli stringe nella sua mano il pugno di Curley, che ha intercettato, con così grande forza da fargli perdere i sensi: le ossa della mano dell’assalitore risultano essere frantumate. Si decide fra Curley, portato da un dottore, e gli altri, che non si sarebbe fatta parola di quanto successo, per non mettere in cattiva luce tanto Lenny quanto Curley stesso, che altrimenti sarebbe stato fatto oggetto di scherno.
Ma Mae viene a sapere la verità, e decide di abbandonare il marito ed il ranch. Prima di andarsene, passa nel granaio per prendere il proprio cucciolo. Lì incontra Lenny, piangente: il suo cucciolo è morto. Racconta Lenny che il cucciolo avrebbe tentato di morderlo, e lui aveva immaginato di ucciderlo a pugni. I due parlano, e si confidano il proprio piacere nell’accarezzare cose morbide. Mae fa accarezzare i propri capelli a Lenny. Mae cade esanime. Viene ritrovato il cappello di Lenny nel granaio, accanto al cadavere di Mae. Parte una caccia all’uomo, guidata dallo sceriffo. Pare che l’unico modo di rendere Lenny innocuo, senza confinarlo in un manicomio, sia ucciderlo. George ricorda quanto il vecchio Candy aveva detto riguardo all’uccisione del proprio cane. Ruba la pistola dello sceriffo, con la quale uccide il proprio sfortunato amico in quel luogo vicino al fiume in cui avevano bivaccato prima di recarsi al ranch, ed in cui avevano convenuto di ritrovarsi se qualcosa di male fosse successo. Poi consegna l’arma allo sceriffo, accorso insieme agli altri uomini al rumore dello sparo, che ne prende custodia avvolgendola in un telo in modo che non ne vengano cancellate le impronte digitali. In tal modo George si consegna alla polizia, con l’accusa di omicidio.

## Produzione
È stato prodotto dagli Hal Roach studios.

## Remake
È stato rifatto nel 1981 per la TV, regia di Reza Badiyi, e nel 1992 con la regia di Gary Sinise.

## Riconoscimenti
- È stato candidato a 4 Oscar, fra i quali quello come miglior film
- Nel 1940 il National Board of Review of Motion Pictures l'ha inserito nella lista dei migliori dieci film dell'anno